# Fabrice Luchini
Fabrice Luchini, född som Robert Luchini, 1 november 1951 i Paris, är en fransk skådespelare. Han upptäcktes av Philippe Labro som gav honom en roll i filmen Tout peut arriver från 1969. På 1970- och 1980-talen gjorde han avtryck i flera filmer regisserade av Éric Rohmer, som Perceval le Gallois (1978), Fullmånenätter (1984) och Quatre aventures de Reinette et Mirabelle (1987). En av hans mest uppmärksammade rollinsatser är i Christian Vincents Den diskreta från 1990. Luchini har blivit nominerad till Césarpriset för bästa manliga huvudroll fyra gånger och biroll fem gånger; han har vunnit en gång för bästa biroll, med Tout ça... pour ça! från 1993.
På scen har han gjort sig känd för sina läsningar och tolkningar av författare som Jean de La Fontaine, Friedrich Nietzsche och Louis-Ferdinand Céline. Sedan 1986 har han återkommande uppträtt med en enmansföreställning som bygger på Célines roman Resa till nattens ände.

## Filmografi i urval
- Tout peut arriver (1969)
- Claires knä (1970)
- Omoraliska historier (1974)
- Perceval le Gallois (1978)
- Violette - giftmörderskan (1978)
- Flygarens hustru (1981)
- Fullmånenätter (1984)
- Pang i plugget! (1985)
- Quatre aventures de Reinette et Mirabelle (1987)
- Voyage au bout de la nuit (1988) – avfilmad scenföreställning
- Den diskreta (1990)
- Uranus (1990)
- L'Arbre, le maire et la médiathèque (1993)
- Tout ça... pour ça! (1993)
- Colonel Chabert (1994)
- Beaumarchais l'insolent (1996)
- Oväntade möten (1996)
- Hertigens dotter (1997)
- Rien sur Robert (1999)
- Intima främlingar (2004)
- Molière (2007)
- Paris (2008)
- Kvinnorna på sjätte våningen (2010)
- Potiche - En fransk troféfru (2010)
- Asterix & Obelix och britterna (2012)
- Bakom stängda dörrar (2012)
- Cykla med Molière (2013)
- Alice och borgmästaren (2019)
- Mysteriet Henri Pick (2019)
- 2019 – Jeanne
- 2024 – Imperiet